# Actinidia deliciosa
Actinidia deliciosa là một loài thực vật có hoa trong họ Dương đào. Loài này được (A.Chev.) C.F.Liang & A.R.Ferguson mô tả khoa học đầu tiên năm 1984.
Đây là loài bản địa miền nam Trung Quốc, trái cây đã được tuyên bố là trái cây quốc gia của quốc gia đó. Các loài Actinidia khác cũng được tìm thấy ở Trung Quốc và nằm ở phía đông đến Nhật Bản và phía bắc vào các khu vực phía nam của Viễn Đông Nga. Loài này mọc tự nhiên ở độ cao từ 600 đến 2.000 m.

## Lịch sử
Năm 1847, mẫu vật của nhà máy được thu thập bởi đại lý của Hiệp hội trồng trọt Hoàng gia, London.
Tu luyện lan rộng từ Trung Quốc vào đầu thế kỷ 20 khi hạt giống được giới thiệu đến New Zealand bởi Isabel Fraser, hiệu trưởng trường đại học nữ Wanganui, người đã đến thăm các trường truyền giáo ở Trung Quốc. Những hạt giống được trồng vào năm 1906 bởi một người mẫu giáo Wanganui, Alexander Allison, với những cây nho đầu tiên ra hoa vào năm 1910.
Những người nếm thử trái cây nghĩ rằng nó có hương vị của quả lý chua lông, vì vậy bắt đầu gọi nó là quả lý chua lông Trung Quốc, nhưng thuộc chi Actinidia, nó không liên quan đến họ Grossulariaceae. Giống cây trồng quen thuộc Actinidia deliciosa 'Hayward' được phát triển bởi Hayward Wright ở Avondale, New Zealand, vào khoảng năm 1924. Đây là giống cây được trồng rộng rãi nhất trên thế giới. Cây ngỗng Trung Quốc ban đầu được trồng trong vườn trong nước, nhưng trồng thương mại bắt đầu từ những năm 1940. Vào năm 1959, Turners and Growers đã đặt tên cho nó là quả kiwi, theo tên loài chim quốc gia của New Zealand, kiwi nâu và lông.
Tính đến năm 2006, Ý là nhà sản xuất quả kiwi hàng đầu thế giới, tiếp theo là New Zealand, Chile, Pháp, Hy Lạp, Nhật Bản và Hoa Kỳ. Ở Trung Quốc, nó được trồng chủ yếu ở khu vực miền núi ở thượng nguồn sông Dương Tử. Nó cũng được trồng ở các khu vực khác của Trung Quốc, bao gồm cả Tứ Xuyên.
Năm 2016, sản lượng quả kiwi toàn cầu là 4,3 triệu tấn, dẫn đầu là Trung Quốc với 56% tổng sản lượng của thế giới. Ý và New Zealand là những nhà sản xuất lớn khác.
Trong năm 2010 và 2011, cây nho kiwi trên toàn thế giới, ở Ý, Pháp và New Zealand, đã phải chịu những cuộc tấn công tàn khốc bởi một bệnh do vi khuẩn do Pseudomonas syringae pv. actinidiae gây ra. Actinidiae, với một số cuộc tấn công ở New Zealand bởi chủng độc lực PSA-V. Bệnh lần đầu tiên được chú ý ở Nhật Bản vào những năm 1980 và sau đó là ở miền bắc Italy (1992) và Hàn Quốc.

## Hình ảnh

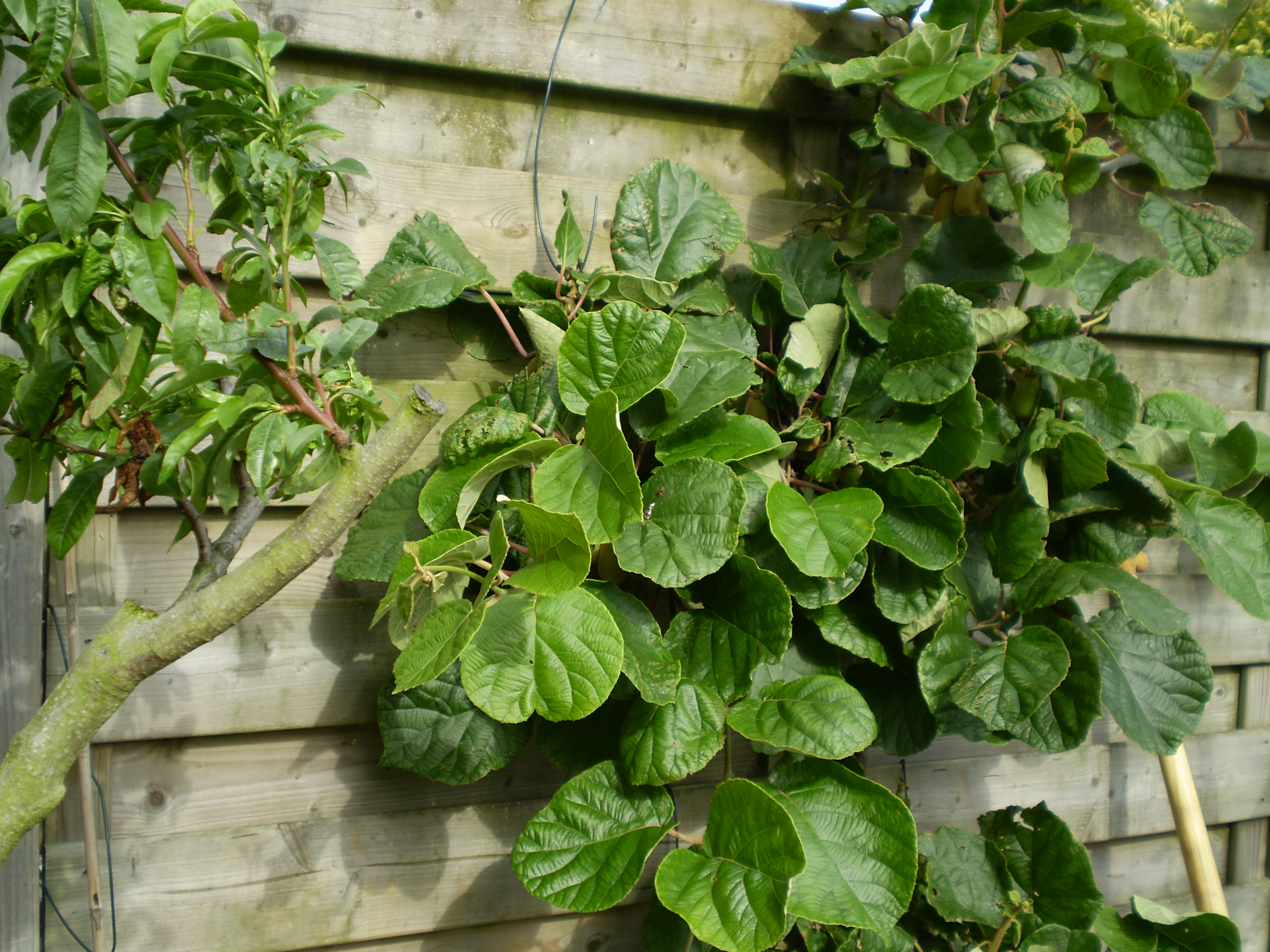
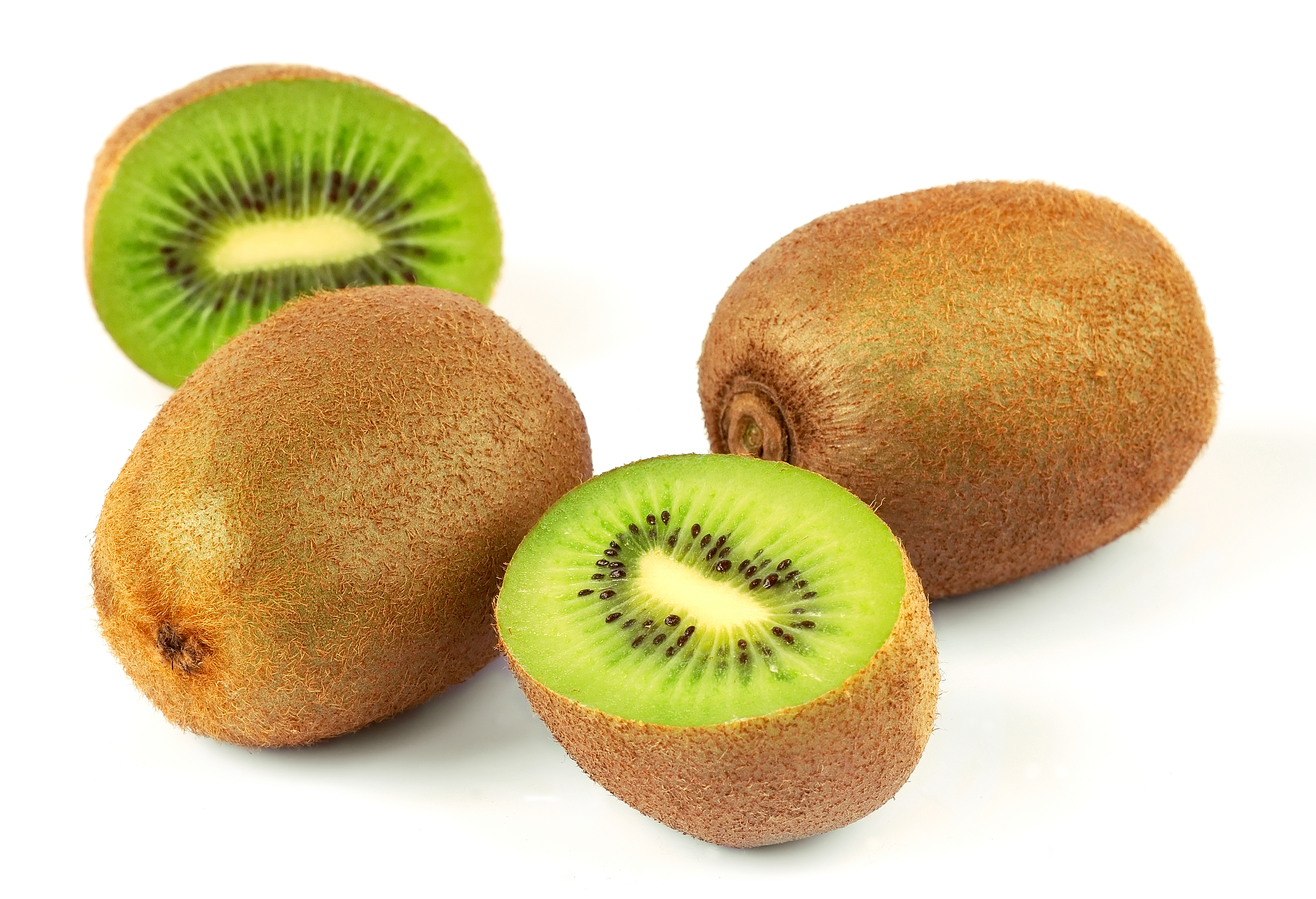
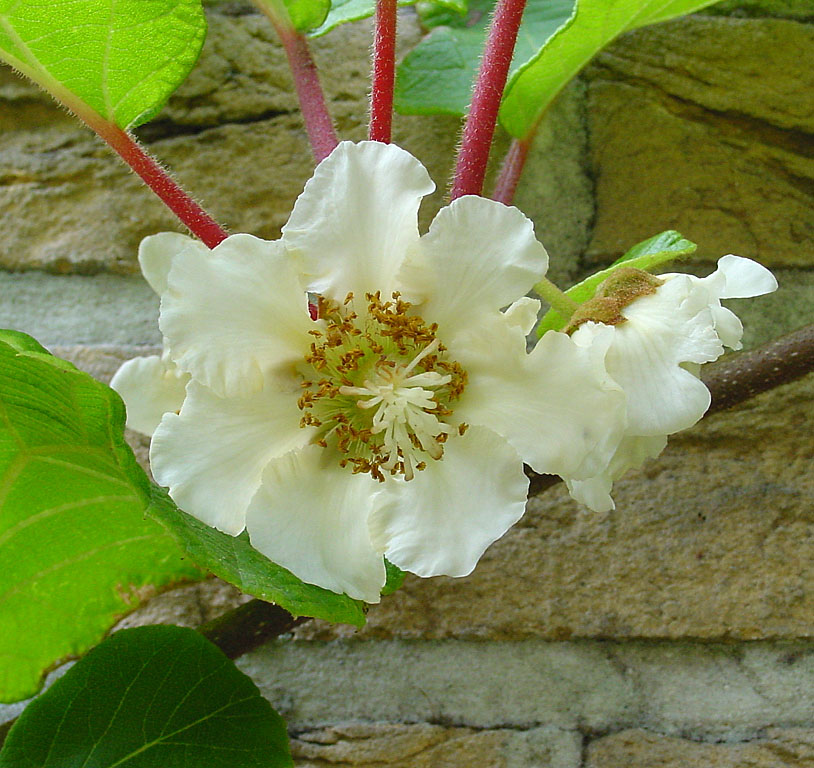
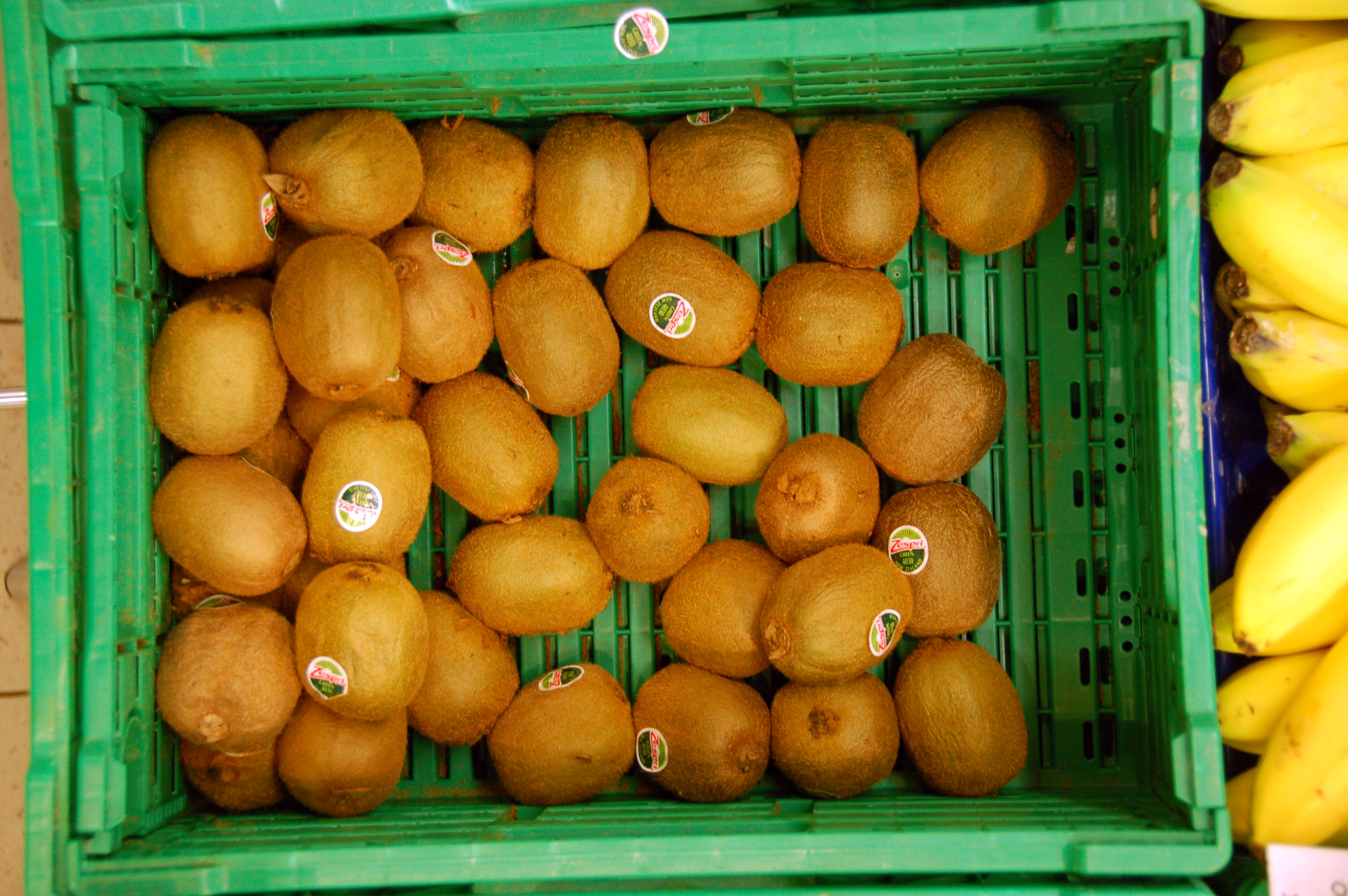